# Eduyot
Eduyot (en hebreu: עדויות, Testimonis) és el setè tractat (masechet) de l'ordre de Nezikín de la Mixnà i el Talmud, i té 8 capítols. El tractat Eduyot conté els testimoniatges i les declaracions dels erudits de l'era de la Mixnà. Segons una llegenda, aquestes declaracions es van fer el dia en què el Rabí Gamaliel el segon va ser deposat com a Patriarca del Sanedrí, i va ser reemplaçat pel Rabí Eleazar ben Azarja. Les seves declaracions abasten una àmplia gamma de temes.